# Vintířov
Vintířov (německy Wintersgrün) je obec v okrese Sokolov v Karlovarském kraji. Žije zde přibližně 1 200 obyvatel.

## Historie
První písemná zmínka o vesnici se vyskytuje v loketském urbáři z let 1523 až 1525. Držitelem Vintířova byl tehdy drobný šlechtic Šebestián Tyzl z Daltic (Sebastian Thüssel von Daltitz), sídlící na Novém Sedle. Zanedlouho přešla ves pod správu loketského panství. Město Loket ji drželo nejprve jako zástavu (od roku 1562), v roce 1598 se stalo jejím plným vlastníkem. Za podporu českého stavovského odboje císař Ferdinand II. loketským Vintířov spolu s mnohým dalším majetkem roku zkonfiskoval a roku 1623 prodal Marii Magdaléně Hertelové z Leuttersdorfu. Na sklonku třicetileté války Vintířov silně trpěl vojenskými akcemi v okolí, zejména obléháním Lokte v letech 1646 až 1648. Po zrušení poddanství se Vintířov roku 1850 stal samosprávnou obcí a tento status má nepočítaje různé změny příslušnosti k okresům dodnes. Rozvoj dobývání hnědého uhlí a kaolínu v okolí zcela pozměnil tvářnost krajiny a skladbu obyvatel. V roce 1971 byly k Vintířovu připojeny dnes zaniklé vsi Lipnice (Littmitz) a Dolní Rozmyšl (Deutschbundesort).

## Obyvatelstvo
Při sčítání lidu v roce 1921 zde žilo 780 obyvatel, z nichž 21 bylo Čechoslováků, 757 bylo Němců a dva byli cizinci. K římskokatolické církvi se hlásilo 751 obyvatel, 27 k evangelické církvi, dva byli bez vyznání.
| Rok            | 1869 | 1880 | 1890 | 1900 | 1910 | 1921 | 1930 | 1950 | 1961 | 1970  | 1980  | 1991 | 2001  | 2011  | 2021  |
| -------------- | ---- | ---- | ---- | ---- | ---- | ---- | ---- | ---- | ---- | ----- | ----- | ---- | ----- | ----- | ----- |
| Počet obyvatel | 246  | 341  | 386  | 615  | 808  | 780  | 952  | 592  | 534  | 1 060 | 1 128 | 945  | 1 067 | 1 081 | 1 175 |
| Počet domů     | 48   | 57   | 55   | 62   | 77   | 79   | 115  | 131  | 111  | 117   | 115   | 118  | 133   | 153   | 193   |

| Rok            | 1869  | 1880  | 1890  | 1900  | 1910  | 1921  | 1930  | 1950  | 1961  | 1970  | 1980  | 1991 | 2001  | 2011  | 2021  |
| -------------- | ----- | ----- | ----- | ----- | ----- | ----- | ----- | ----- | ----- | ----- | ----- | ---- | ----- | ----- | ----- |
| Počet obyvatel | 1 265 | 1 066 | 1 172 | 1 705 | 1 995 | 1 960 | 2 076 | 1 235 | 1 239 | 1 353 | 1 128 | 945  | 1 067 | 1 081 | 1 175 |
| Počet domů     | 152   | 165   | 172   | 198   | 225   | 224   | 272   | 291   | 249   | 188   | 115   | 118  | 133   | 153   | 193   |

## Obecní správa

### Obecní symboly
Znak a vlajka byly obci uděleny rozhodnutím předsedy Poslanecké sněmovny Parlamentu České republiky dne 19. ledna 1995.

## Pamětihodnosti
- Kaplička z roku 1906
- Domy čp. 19 a 25 s hrázděným patrem